# Legio VIIII (Cesare)
La legio VIIII o IX Triumphalis Macedonica era un'unità militare romana di epoca tardo repubblicana, la cui origine potrebbe essere antecedente alla conquista della Gallia di Gaio Giulio Cesare. Era a quel tempo presente nella Gallia Cisalpina.

## Storia
Sappiamo di una legione VIIII che prese parte alla guerra sociale negli anni 90-89 a.C., ma non siamo in grado di dire se si tratta della stessa utilizzata da Cesare trent'anni più tardi. Sempre di una legio VIIII abbiamo notizia nella Gallia Transalpina negli anni 67-65 a.C., quando l'allora governatore Gaio Calpurnio Pisone pose fine ad una rivolta di Galli Allobrogi. Nel 62 a.C. partecipò, invece, insieme alla legio VII e VIII a sedare la cospirazione di Catilina nel Piceno.
All'inizio del proconsolato di Gaio Giulio Cesare (58 a.C.) era acquartierata, insieme alle legioni VII e VIII, nella Gallia Cisalpina, in zona Aquileia. Prese parte alla successiva conquista della Gallia di Cesare degli anni 58 a.C.-50 a.C., partecipando ad una lunga serie di battaglie e campagne militari, come: a Genava nella fase finale della battaglia, sull'Arar ed a Bibracte contro gli Elvezi (nel 58 a.C.); in Alsazia contro le genti germaniche di Ariovisto (nel 58 a.C.); sul fiume Axona e sul Sabis contro le popolazioni dei Belgi (nel 57 a.C.); forse ad Avaricum certamente a Gergovia, ma soprattutto nella difficile e determinante battaglia di Alesia che portò alla sottomissione definitiva delle genti galliche nel 52 a.C. Nell'inverno del 52-51 a.C. era con il legato Lucio Minucio Basilo, insieme alla VIII del legato Gaio Fabio, presso i Remi (probabilmente nei pressi di Bibrax e Durocortorum), per proteggerli dai vicini Bellovaci ancora in rivolta..
Con l'inizio della guerra civile, la legione si trovava nei pressi di Narbona, capitale della Gallia Narbonense e fu inviata da Cesare in Hispania sotto il comando del suo legato, Gaio Fabio, prendendo parte alla vittoriosa campagna di Lerida del 49 a.C. Rientrata in Italia, si ammutinò a Piacenza e fu in un primo tempo "sciolta", per essere poi riabilitata dallo stesso Cesare, in seguito alle suppliche dei suoi soldati.
L'anno successivo fu trasferita in Macedonia e combatté prima a Dyrrhachium (dove per poco non perdette l'aquila legionaria), poi nella decisiva battaglia di Farsalo, nella quale Cesare sconfisse Pompeo. Prese poi parte alla battaglia di Tapso nel 46 a.C. in Africa. Subito dopo la legione sembra sia stata sciolta ed i suoi veterani inviati in Africa proconsolare, in Illirico, in Gallia Narbonense a Forum Iulii, in Campania e nel Piceno ad Ancona.
Pochi anni più tardi, i veterani di questa legione, mal adattandosi alla vita civile, chiesero nel 44 a.C. ad Antonio (e/o Ottaviano) di ricostituire la legione VIIII, che fu utilizzata l'anno seguente nella battaglia di Mutina (43 a.C.). Rimase con i triumviri durante la battaglia di Filippi (42 a.C.), per prendere le parti di Ottaviano durante l'assedio di Perugia (41 a.C.), e con quest'ultimo rimase fino ad Azio (31 a.C.). Questa legione non sembra sia da identificare con la omonima VIIII di Marco Antonio, reclutata in Oriente, probabilmente durante il suo soggiorno a fianco della regina d'Egitto, Cleopatra VII e che combatté sul fronte opposto. Al contrario sembra sia confluita nella VIIII Hispana.